# 잠복고환
잠복고환(潛伏睾丸, cryptorchidism, 잠복고환증)은 음낭에서 고환이 하나 또는 둘 다 없는 질병이다. 정류고환(睾丸睾丸), 음고(陰睾)라고도 한다. 남성 생식기의 가장 흔한 선천성 결함이다.
잠복고환은 오직 고환이 하나만 있는 질병인 홑고환증과는 구별한다. 이 질병은 한 고환 또는 두 고환 모두에 발생할 수 있으며, 오른쪽 고환에 더 흔히 영향을 준다.

## 치료
잠복고환의 주요 관리 방법은 대기 관찰인데, 그 까닭은 자체적으로 해결될 가능성이 높기 때문이다. 만일 이것이 실패할 경우 서혜부 고환들이 4~6개월 후 하강하지 않는다면 고환고정술이라는 수술이 효력이 있다. 수술은 소아과 비뇨기과 의사나 소아외과 의사에 의해 진행되지만 수많은 사회에서는 여전히 일반 비뇨기과 의사에 의해 수행되고 있다.

## 같이 보기
- 홑고환증
- 디에틸스틸베스트롤의 선천 결함